# Byšta (potok)
Byšta (maďarsky Bükk-patak) je potok na východě Slovenska, protékající územím okresu Trebišov. Je to pravostranný přítok Izry, má délku 7 km a je tokem VI. řádu. Na dolním toku (cca 1,4 km) tvoří slovensko-maďarskou státní hranici a na kratším úseku teče rovnoběžně s Izrou na levém břehu. Na středním toku byla vybudována vodní nádrž Byšta.

## Pramen
Pramení v Slanských vrších na jihovýchodním úpatí Lipovce 620 m v nadmořské výšce přibližně 350 m.

## Tok
Od pramene teče nejprve na východ, pak se stáčí na jihovýchod, na dolním toku (státní hranice) teče opět východním směrem, přičemž vytváří oblouk prohnutý na sever.
Na svém toku protéká jen okrajem obce Byšta

## Geomorfologické celky
1. Slanské vrchy, podsestava Milič,
2. Východoslovenská pahorkatina, podsestava Podslanská pahorkatina (tvoří hranici mezi nimi)

## Přítoky
- zleva potok tekoucí osadou Byšta-kúpele a potok pramenící na západním svahu Velké hory 332 m
- zprava nemá přítoky

## Ústí
Ústí do Izry nedaleko slovensko-maďarské státní hranice, západojihozápadně od obce Michaľany v nadmořské výšce cca 129 m.